# Симон де Монфор, 6-й граф Лестер
Симон V де Монфор (фр. Simon de Montfort; 23 мая 1208 — 4 августа 1265) — 6-й граф Лестер, граф Честер, глава сопротивления баронов английскому королю Генриху III.
Пытался ограничить королевскую власть в пользу баронов. Монфор и его сторонники одержали победу над сторонниками короля при Льюисе (14 мая 1264 года). Став лордом-протектором Англии, в январе 1265 года созвал первый парламент, положивший начало сословному представительству в Англии. Был разбит королевскими войсками в битве при Ившеме, в ходе которой погиб.
Похоронен близ алтаря церкви Ившемского аббатства, с тех пор разрушенной, могила отмечена небольшим, похожим на алтарь памятником, установленным в 1965 году.

## Биография
Симон де Монфор родился во Франции и был младшим сыном знаменитого Симона IV де Монфора, барона де Монфор-л’Амори, носившего, среди прочих, английский титул 5-го графа Лестера. Мать — Алиса де Монморанси, представительница знатнейшего французского рода. После смерти старшего брата, Амори, Монфор получил графство Лестер и поселился в Англии в 1236 году. Красотой и манерами Монфор скоро пленил сестру короля Генриха, Элеонору, и с согласия короля тайно обвенчался с ней в 1238 году. Брак этот требовал согласия английских церковников и баронов, притом что, овдовев в 16 лет, Элеонора в присутствии архиепископа Кентерберийского Эдмунда Рича дала обет никогда более не выходить замуж.
Англичане не любили француза, а духовенство не одобряло брак, признанный неканоническим. Недовольство баронов, требовавших исключения Монфора из Королевского совета, заставило Монфора деятельно хлопотать о разрешении его жены от произнесенного обета. Для этого он отправился в Рим, к Папе Григорию IX, который исполнил его просьбу. Возвратившись в Англию, Монфор на некоторое время сделался приближенным короля — но затем, в августе 1239 года, его положение резко изменилось, когда он вызвал гнев короля и баронов. Монфор бежал во Францию, где оставался до 1240 года. Благодаря своему другу Роберту Гроссетесту, канцлеру Оксфордского университета, а с 1235 года — епископу Линкольна, Монфору удалось вернуться в Англию, где он жил в своём имении, не принимая участия в уже идущих распрях между Парламентом и королевской властью.
Известно, что Монфор окружил себя людьми, среди которых были виднейшие английские интеллектуалы своего времени. Гроссетест носил, помимо прочего, звания магистра искусств и магистра теологии, написал к тому времени трактат «Принципы (основы) королевской власти и тирании», где рассматривались вопросы о том, какой правитель (светский или духовный) может считаться хорошим, — и в котором автор, в частности, отрицал право как короля, так и папы на полный произвол власти. Можно с уверенностью причислить к тогдашнему ближнему кругу Монфора таких личностей, как архидиакон Лестера Иоанн Базингстокский (англ. John of Basingstoke), оксфордский проповедник, и философ Адам Марш (англ. Adam Marsh). Возможно, он также был знаком с монахом Матвеем Парижским, одним из самых известных на тот момент в мире несановных английских подданных, выдающимся хронистом и историком, автором знаменитой «Большой хроники» (лат. Chronica majora) Сент-Олбанского монастыря в Хартфордшире. Несмотря на то, что Матвей нечасто покидал стены своего монастыря, тем не менее был хорошо осведомлён о мирских делах, состоя в переписке с государственными и церковными деятелями, был лично знаком с Генрихом III.
Также известно, что в 1240-м году Симон (вместе с Элеонорой) поучаствовал в так называемом «Крестовом походе баронов», в отряде под водительством младшего брата короля Генриха III, английского принца Ричарда Корнуолльского, — позднее (в 1257 г.) Ричарду удалось избраться в качестве короля Германии (официально, носил титул «Римский король» — нем. Römisch-deutscher König). Среди участников отряда упоминается также двоюродный брат (его отец был внебрачным сыном Генриха II от графини Иды де Тосни) короля и принца Ричарда — Уильям II Лонгеспе, титулярный граф Солсбери (которого в 1233 году Генрих III лично посвятил в рыцари).
1 мая 1248 года Генрих III назначил Монфора на семь лет наместником Гаскони, для этого ему был присвоен титул, именуемый «locum tenens» (досл. с лат. — «держащий место», совр. — местоблюститель); во Франции было в ходу аналогичное звание королевского сеньориального сенешаля. Здесь Монфор показал всю твердость и силу своего характера, верно служа королю, хотя тот был к нему часто несправедлив и иногда поддерживал выступления гасконских баронов против своего же наместника.
Когда в 1258 году был созван так называемый «бешеный парламент», Монфор принял участие в составлении «Оксфордских провизий», ограничивших власть короля. Популярность Монфора в это время была огромна. Когда в 1263 году началась междоусобная война, Монфор торжественно вступил в Лондон, разбил короля при Льюисе, взял его в плен и стал фактическим правителем Англии.
Но в действительности власть нового правительства была очень шатка. Новый папа Климент IV осудил «Оксфордские провизии». Жена короля и его сын Эдмунд собирались высадиться с большим войском в Англию; многие бароны отпали от Монфора. В этой ситуации Монфор, чтобы получить общественную поддержку, решил созвать новый парламент (известный как парламент Монфора), к участию в котором впервые в истории были приглашены не только представители дворянства и церковной элиты, но и делегаты от городского населения. Таким образом, Монфор стал основателем английской Палаты общин.
Монфор правил недолго. Его суровость и самовластное обращение создали ему много врагов. Старший сын короля, Эдуард, бежал из плена (28 мая 1265 года) и соединился с врагами Монфора. 4 августа того же года в битве при Ившеме Монфор был разбит и убит. Согласно хронисту Уильяму Ришангеру, сторонники короля надругались над его телом: отрезали голову и надели её на копье, отрубленные руки отправили в качестве подарка Матильде, жене Роджера Мортимера, в Вигморский замок. Оставшиеся части тела разослали по другим городам.
Народ чтил Монфора как святого и мученика, а рыцарство прославляло его имя в песнях. По мнению его биографа Сомерсета Бейтмана (англ. Somerset Beitman), 

для людей своего времени Симон де Монфор был и изменником, и святым. Бароны, поддерживавшие короля, считали его предателем, но простой люд видел в нём мученика, достойного стоять на одной ступеньке с Фомой Кентерберийским.— С. Бейтман, Симон де Монфор.

## Потомки
В браке Симона де Монфора и принцессы Элеоноры Плантагенет родились семеро детей:
- Генри де Монфор (ноябрь 1238—1265);
- Симон де Монфор Младший (апрель 1240—1271);
- Амори де Монфор (1242/1243—1300);
- Ги де Монфор (граф Нола) (1244—1288);
- Джоанна де Монфор (родилась и умерла в Бордо между 1248 и 1251);
- Ричард де Монфор (ум. после 1265);
- Элеонора де Монфор (1258—1282) — с 1275/1278 года супруга Лливелина ап Грифида, принца Уэльского. Элеонора умерла при родах единственной дочери Гвенллиан, которую в 1283 году захватили войска короля Эдуарда и отправили в аббатство Семпрингем в Англии, где она провела остаток своей жизни и умерла в 1337 году.